# Nicholas de Castro Arquato
Nicholas de Castro Arquato, Nicola di Castro Arquato  (ur. ?, zm. 1251). – duchowny katolicki, w latach od 1234 do swojej śmierci w 1251 łaciński patriarcha Konstantynopola.

## Życiorys
Nicholas został łacińskim Patriarchą Konstantynopola w 1234 roku. Pełnił ten urząd swojej śmierci w 1251 roku.